# Innocent Hamga
Innocent Hamga (Édéa, 8 maggio 1981) è un ex calciatore camerunese, di ruolo difensore.

## Palmarès

### Club

#### Competizioni nazionali
- Campionato camerunese: 4

Cotonsport Garoua: 1997, 1998, 2007, 2008
- Coppa del Camerun: 2

Cotonsport Garoua: 2007, 2008